# Liste de cathédrales en Suisse
Cet article recense les cathédrales de Suisse.

## Liste
- Collégiale d'Arlesheim, à Arlesheim
- Cathédrale Notre-Dame, à Bâle (réformée)
- Cathédrale Saint-Vincent, à Berne (réformée)
- Cathédrale Notre-Dame-de-l'Assomption, à Coire
- Cathédrale Saint-Nicolas, à Fribourg
- Cathédrale de l'Exaltation-de-la-Sainte-Croix, à Genève (orthodoxe)
- Cathédrale Saint-Pierre, à Genève (réformée)
- Cathédrale Notre-Dame, à Lausanne (réformée)
- Cathédrale de Lugano, à Lugano
- Abbatiale de Saint-Gall, à Saint-Gall
- Cathédrale Notre-Dame, à Sion
- Cathédrale Saint-Ours et Saint-Victor, à Soleure